# Simca 6
O Simca 6 é um citadino e furgão produzido e vendido na França pela Simca de 1947 a 1950. A Simca foi estabelecida como uma subsidiária francesa da Fiat e o Simca 6 foi desenvolvido a partir do Simca 5, que por sua vez era uma versão do Topolino da Fiat rebatizado e fabricado na França como um Simca.
Com o lançamento, no Salão do Automóvel de Paris de 1947, do Simca 6, o escritório de desenvolvimento da empresa em Nanterre demonstrou um nível até então nunca visto de pensamento independente para um modelo de produção Simca. O Simca foi distanciado de suas origens Fiat por uma dianteira modificada "americanizada", apresentando uma grade frontal alargada e rebaixada, ladeada por faróis elevados integrados aos painéis dos paralamas, ao longo das linhas apresentadas pelos então recém-lançados Peugeot 203 e Renault 4CV. O balanço traseiro foi estendido com a adição de um pequeno porta-malas, acessível apenas pelo interior do carro e quase totalmente preenchido pelo estepe. Além da pequena carroceria estilo cupê de 2 portas e 2 lugares, um pequeno furgão capaz de transportar até 250 kg estava disponível.
A potência reivindicada do motor de 569 cm³ foi aumentada de 12 para 16,7 cv, alcançada a 4.400 rpm. O motor empregava válvulas suspensas operadas com um eixo de comando de válvulas montado lateralmente. O leve 6 herdou a excelente economia de combustível de seu antecessor, com 5 litros de combustível impulsionando-o por uma distância de 108 km, equivalente a mais de 21 km/L. A velocidade máxima anunciada de 90 ou 95 km/h também refletia a construção leve do carro e era considerada excelente para um carro desse tamanho e preço.
Na maioria dos aspectos, os principais elementos mecânicos seguiam a prática convencional. A caixa de câmbio de 4 velocidades apresentava sincronização nas duas relações superiores. O poder de parada vinha de freios a tambor em todas as quatro rodas.
Apesar de ter tido sua primeira apresentação pública no Salão do Automóvel de 1947, o carro teve um começo lento, com apenas 11 produzidos durante o mês de encerramento de 1947 e 191 durante todo o ano de 1948: durante esses anos, o antigo Simca 5 permaneceu como o modelo de menor volume da empresa. No entanto, em 1949, o Simca 6 cumpriu os planos de seu fabricante e substituiu seu antecessor. Mais de 16.000 Simca 6s foram produzidos durante sua produção, que chegou ao fim em 1950: depois disso, os clientes fiéis da Simca precisariam atualizar para o maior (e muito mais bem-sucedido comercialmente) Simca 8. Ao contrário de seu antecessor (o Simca 5), o 6 não foi visto como um sucesso comercial, e foi somente em 1961 que a Simca retornaria ao setor de carros pequenos (em termos franceses), com seu Simca 1000.
Quando a produção do Simca 6 terminou, o Fiat Topolino italiano no qual ele foi baseado também havia sido atualizado: o Topolino C, chegando dois anos depois do Simca 6, apresentava os componentes mecânicos atualizados vistos pela primeira vez no Simca, bem como uma grade frontal quadrada moderna; mas a oferta da Fiat veio sem o cromo de estilo americano do Simca, e os faróis do Fiat foram posicionados em um nível mais baixo. Em retrospecto, fontes italianas tendem a ver o Simca 6 como uma versão francesa do Fiat Topolino atualizado, enquanto fontes francesas enfatizam o desenvolvimento independente do Simca.